# A Collection of Beatles Oldies
A Collection of Beatles Oldies (с подзаголовком But Goldies!) (с англ. — «Коллекция битловского старенького. Но удаленького!») — сборник, содержащий подборку песен группы The Beatles, записанных с 1963 по 1966 год. Альбом был выпущен в 1966 году лейблом Parlophone в Великобритании и в Австралии, как в моно- (номер по каталогу PMC 7016), так и в стерео-версиях (номер по каталогу PCS 7016). К предрождественскому сезону 1966 года у лейбла EMI впервые за три года не было никакого нового музыкального материала от The Beatles. Сборник был альтернативой, подходящей, чтобы удовлетворить спрос EMI на новую продукцию, поскольку группа только начала растнувшуюся на полгода запись Sgt. Pepper's Lonely Hearts Club Band, продолжение их альбома Revolver, выпущенного летом. Это был первый официальный сборник лучших хитов группы, хотя Битлз не принимали участия в создании альбома.
Альбом в пике добрался до шестогого места в хит-параде альбомов Великобритании.
Обложка альбома внесла свой вклад в миф «Пол мёртв» — так как на иллюстрации для обложки дорога, как кажется, ведёт прямо в голову сидящему человеку (как бы тайно намекая: «Пол погиб на дороге, в автокатастрофе»).

## Об альбоме
Выпуск A Collection of Beatles Oldies был результатом того, что к предрождественскому сезону 1966 года у лейбла EMI (владевшего, в числе прочих, лейблом Parlophone) не было никакого нового музыкального материала от The Beatles для издания пластинки, как лейбл делал это в предыдущие три года.
Единственная новая песня — кавер-версия песни Ларри Уильямса «Bad Boy», — которая ещё не выходила на битловских долгоиграющих альбомах в Великобритании, уже была выпущена в 1965 году в США лейблом Capitol Records в составе альбома Beatles VI.
Альбом в пике добрался только до шестогого места в хит-параде альбомов Великобритании, возможно из-за того, что большинство поклонников The Beatles уже слышали все представленные на альбоме песни в других изданиях. Однако альбом продавался сравнительно неплохо, переиздавался много раз и его переиздания на виниле прекратились лишь когда на смену виниловым пластинкам пришли компакт-диски (и он оказался устаревшим после сборников Past Masters). Это был также (для того периода деятельности «Битлз») и самый длительный по времени звучания (почти 40 минут) их альбом.
Стоит отметить, что семь песен («From Me To You», «She Loves You», «We Can Work It Out», «I Feel Fine», «Day Tripper», «Paperback Writer» и «I Want to Hold Your Hand») вообще впервые были выпущены в составе альбома (до того они выходили лишь на синглах), а также были изданы в стерео-звучании (для некоторых из них стерео-миксы были сделаны специально для этого сборника). Песня «She Loves You»  была впервые выпущена в стерео-варианте — хотя это было «псевдо»-стерео (re-processed stereo mix), так как исходные студийные плёнки с многодорожечной записью исчезли и не обнаружены до настоящего времени.
Обложка альбома внесла свой вклад в миф «Пол мёртв» — так как на иллюстрации для обложки дорога, как кажется, ведёт прямо в голову сидящему человеку (как бы тайно намекая: «Пол погиб на дороге, в автокатастрофе»).

## Список композиций
Все песни написаны Джоном Ленноном и Полом Маккартни, за исключением особо отмеченных.
| №  | Название             | Длительность |
| -- | -------------------- | ------------ |
| 1. | «She Loves You»      | 2:19         |
| 2. | «From Me to You»     | 1:54         |
| 3. | «We Can Work It Out» | 2:11         |
| 4. | «Help!»              | 2:18         |
| 5. | «Michelle»           | 2:40         |
| 6. | «Yesterday»          | 2:03         |
| 7. | «I Feel Fine»        | 2:21         |
| 8. | «Yellow Submarine»   | 2:36         |

| №   | Название                   | Автор(ы)      | Длительность |
| --- | -------------------------- | ------------- | ------------ |
| 9.  | «Can’t Buy Me Love»        |               | 2:08         |
| 10. | «Bad Boy»                  | Ларри Уильямс | 2:18         |
| 11. | «Day Tripper»              |               | 2:49         |
| 12. | «A Hard Day’s Night»       |               | 2:31         |
| 13. | «Ticket to Ride»           |               | 3:01         |
| 14. | «Paperback Writer»         |               | 2:15         |
| 15. | «Eleanor Rigby»            |               | 2:02         |
| 16. | «I Want to Hold Your Hand» |               | 2:26         |